# Herbaren II. Ledeški

Herbaren II. Ledeški (Langerak ok. 1205 – ok. 1258) je bil gospod Ledeški in od leta 1234 gospod Arkelski (Arcelo) in okolice. V listinah in v raznih kronikah so ga imenovali na naslednje načine: Herbaren II. Leedeški (Herbertus, Harbertus; De Leide, De Leda, De Ledhe, Ledeški).

## Življenje
Bil je sin Florisa Herbarena Ledeškega, ki je bil lastnik  gospostva Lede (blizu današnjega Leerdama).
Herbaren se je med letoma 1243 in 1253 imenoval za gospoda Arkelskega in svojo posest Ter Leede prepustil svojemu mlajšemu bratu Janezu. Tako je Herbaren postal prednik ali začetnik rodbine Arkelskih.
Leta 1227 je bil Herbaren povzdignjen v viteza (omenjen med 'Nobilis') in je sodeloval v bitki pri Aneju s škofom iz Utrechta Otonom Lipejskim. Bitka je bila dramatična, vendar je Herbaren uspel pobegniti. Leta 1230 mu je bil podeljen v fevd Heukelom, omenjen pa je bil tudi kot gospod Liesveldski in Nieuwpoortski. Leta 1251 je sodeloval pri melioracijskih delih v Alblasserwaardu in Krimpenerwaardu, da bi razširil deželo Arkel.

## Poroke in potomci
Herbaren se je poročil z Alajdo ali Alveradis Heusdensko ali Mabelijo iz Kujka (morda je bil večkrat poročen) in imel naslednje otroke:
- Janez I. Arkelski (ok. 1233 – Gorinchem, 15. maj 1272) gospod Arkelski od 1253 do 1272
- Herbaren, gospod Berški v Severni Holandiji
- Oton I. Arkelski (1254-1283), gospod Heukelomski in Asperenski.
- Alverada Arkelska ꚙ Wouter II. Uten Gojenski (1240-1281) gospod Gojenski, Hagestein v Langeraku.
- Mabilija
- Mabel, verjetno ꚙ z bratrancem iz družine Ledeških